# Burnie, Tasmania
Burnie là một thành phố thuộc hạt Wellington, bang Tasmania, Úc.

## Địa lý

### Khí hậu
Burnie có khí hậu đại dương và khí hậu Địa Trung Hải, được đặc trưng bởi mùa hè ôn hòa trong khi mùa đông mát mẻ. Nhiệt độ trung bình vào mùa hè dao động từ 12 đến 21 °C. Vào mùa đông, nhiệt độ chỉ dao động từ 6 đến 13 °C.
| Dữ liệu khí hậu của Round Hill, Burnie  | Dữ liệu khí hậu của Round Hill, Burnie | Dữ liệu khí hậu của Round Hill, Burnie | Dữ liệu khí hậu của Round Hill, Burnie | Dữ liệu khí hậu của Round Hill, Burnie | Dữ liệu khí hậu của Round Hill, Burnie | Dữ liệu khí hậu của Round Hill, Burnie | Dữ liệu khí hậu của Round Hill, Burnie | Dữ liệu khí hậu của Round Hill, Burnie | Dữ liệu khí hậu của Round Hill, Burnie | Dữ liệu khí hậu của Round Hill, Burnie | Dữ liệu khí hậu của Round Hill, Burnie | Dữ liệu khí hậu của Round Hill, Burnie | Dữ liệu khí hậu của Round Hill, Burnie |
| Tháng                                   | 1                                      | 2                                      | 3                                      | 4                                      | 5                                      | 6                                      | 7                                      | 8                                      | 9                                      | 10                                     | 11                                     | 12                                     | Năm                                    |
| --------------------------------------- | -------------------------------------- | -------------------------------------- | -------------------------------------- | -------------------------------------- | -------------------------------------- | -------------------------------------- | -------------------------------------- | -------------------------------------- | -------------------------------------- | -------------------------------------- | -------------------------------------- | -------------------------------------- | -------------------------------------- |
| Cao kỉ lục °C (°F)                      | 33.8 (92.8)                            | 30.8 (87.4)                            | 28.9 (84.0)                            | 26.2 (79.2)                            | 20.6 (69.1)                            | 18.8 (65.8)                            | 18.3 (64.9)                            | 18.9 (66.0)                            | 22.4 (72.3)                            | 23.7 (74.7)                            | 31.5 (88.7)                            | 31.2 (88.2)                            | 33.8 (92.8)                            |
| Trung bình ngày tối đa °C (°F)          | 21.2 (70.2)                            | 21.5 (70.7)                            | 20.3 (68.5)                            | 18.0 (64.4)                            | 15.6 (60.1)                            | 13.7 (56.7)                            | 13.0 (55.4)                            | 13.4 (56.1)                            | 14.6 (58.3)                            | 16.1 (61.0)                            | 18.1 (64.6)                            | 19.6 (67.3)                            | 17.1 (62.8)                            |
| Tối thiểu trung bình ngày °C (°F)       | 13.3 (55.9)                            | 13.8 (56.8)                            | 12.5 (54.5)                            | 10.8 (51.4)                            | 9.1 (48.4)                             | 7.3 (45.1)                             | 6.6 (43.9)                             | 6.7 (44.1)                             | 7.4 (45.3)                             | 8.5 (47.3)                             | 10.3 (50.5)                            | 11.7 (53.1)                            | 9.8 (49.6)                             |
| Thấp kỉ lục °C (°F)                     | 5.2 (41.4)                             | 5.8 (42.4)                             | 3.6 (38.5)                             | 3.0 (37.4)                             | 1.8 (35.2)                             | 0.2 (32.4)                             | −1.0 (30.2)                            | 0.2 (32.4)                             | 0.4 (32.7)                             | 1.6 (34.9)                             | 2.7 (36.9)                             | 3.1 (37.6)                             | −1.0 (30.2)                            |
| Lượng Giáng thủy trung bình mm (inches) | 43.0 (1.69)                            | 33.9 (1.33)                            | 42.7 (1.68)                            | 67.7 (2.67)                            | 80.3 (3.16)                            | 97.0 (3.82)                            | 104.5 (4.11)                           | 104.0 (4.09)                           | 92.5 (3.64)                            | 74.0 (2.91)                            | 63.0 (2.48)                            | 62.1 (2.44)                            | 865.5 (34.07)                          |
| Số ngày mưa trung bình (≥ 0.2 mm)       | 9.9                                    | 7.1                                    | 9.0                                    | 11.0                                   | 13.8                                   | 15.0                                   | 17.1                                   | 17.4                                   | 16.5                                   | 14.6                                   | 11.9                                   | 10.3                                   | 153.6                                  |
| Số giờ nắng trung bình ngày             | 8.2                                    | 7.7                                    | 6.2                                    | 5.3                                    | 4.1                                    | 4.0                                    | 4.1                                    | 4.5                                    | 5.3                                    | 6.8                                    | 7.3                                    | 7.5                                    | 5.9                                    |
| Nguồn 1: Cục Khí tượng Úc               |                                        |                                        |                                        |                                        |                                        |                                        |                                        |                                        |                                        |                                        |                                        |                                        |                                        |
| Nguồn 2: Cục Khí tượng Úc (1965–1993)   |                                        |                                        |                                        |                                        |                                        |                                        |                                        |                                        |                                        |                                        |                                        |                                        |                                        |